# Himacerus major
Himacerus major, auch Große Sichelwanze genannt, ist eine Wanzenart aus der Familie der Sichelwanzen (Nabidae).

## Merkmale
Die Wanzen werden 7,5 bis 9,1 Millimeter lang. Die Imagines haben immer voll entwickelte (makroptere) Flügel. Anhand dieser und dem blass gefärbten Connexivium haben sie stärkere Ähnlichkeit mit Vertretern der Gattung Nabis als mit den übrigen Arten ihrer Gattung. Man kann die Art anhand der Schenkel (Femora) an den Hinterbeinen bestimmen. Diese tragen eine breite schwarze Binde an ihrer Spitze, besitzen aber darunter eine Reihe dunkler Punkte, die Himacerus boops jedoch fehlen, die eine ebensolche Binde besitzt.

## Vorkommen und Lebensraum
Die Art ist vom Süden Skandinaviens und dem Süden der Britischen Inseln über Westeuropa bis in den westlichen Mittelmeerraum und über Mittel- und Osteuropa bis in den Kaukasus verbreitet. Sie ist auch in Nordamerika verbreitet. In Deutschland ist sie im Norden und Westen meist häufig, nach Südosten wird sie seltener und kann auch fehlen. In Österreich ist sie nur im Osten, in Niederösterreich, Wien und Burgenland nachgewiesen und ist selten.
Besiedelt werden viele verschiedene Lebensräume mit Grasbewuchs, unabhängig vom Feuchtigkeitsgrad. Die Art tritt auf sehr trockenen Dünenlebensräumen und Magerrasen, wie auch an feuchten Ufern von Gewässern ohne Gehölzbewuchs und auch an Salzstellen im Binnenland auf. Nahe der Küste der Nord- und Ostsee tritt die Art in sehr großer Zahl auf. In Wäldern fehlt die Art.

## Lebensweise
Die jungen Nymphen von Himacerus major leben überwiegend am Boden. Ältere Nymphen und die Imagines können manchmal tagsüber und häufiger nachts in höheren Teilen der Vegetation wie beispielsweise Sträuchern angetroffen werden. Tagsüber verstecken sie sich in der Regel in der Bodenstreu oder in Grashorsten oder ähnlichem. Ob die Art ein spezifisches Beutetierspektrum aufweist, ist unbekannt. Sie wurden beim Saugen an Zikaden beobachtet. Die Überwinterung erfolgt als Ei. Die Nymphen treten ab Mai auf und können bis in den Herbst hinein beobachtet werden. Die adulten Wanzen treten ab Juli, selten auch schon ab Ende Juni auf und sind vor allem im August und September aktiv. Die Eiablage kann aber auch noch im November erfolgen. Die Weibchen stechen ihre Eier in Grashalme ein.

## Belege